# نقطة تيليسكوب
نقطة تيليسكوب (المعروفة أيضًا بالفرنسية باسم Pointe de la Grand Riviere) هي رأس على الساحل الشرقي لغرينادا. إدارياً، المنطقة تابعة لأبرشية سانت أندرو.
يفصل الرأس الواقع شرق غرنفيل خليج غرينفيل وخليج النهر العظيم . سميت بلدة تيليسكوب على اسم الرأس. تقع صخرة التيليسكوب على بعد بضع مئات من الأمتار من الساحل.